# Eumela chiococcae
Eumela chiococcae är en svampart som beskrevs av Syd. 1925. Eumela chiococcae ingår i släktet Eumela och familjen Pseudoperisporiaceae.   Inga underarter finns listade i Catalogue of Life.